# The Ultimate Fighter: A Champion Will Be Crowned
The Ultimate Fighter: A Champion Will Be Crowned (também conhecido como The Ultimate Fighter 20) é a vigésima edição do reality show do Ultimate Fighting Championship (UFC) The Ultimate Fighter. Essa temporada contará com todos os competidoras femininas e irá determinar a primeira Campeã no Peso Palha do UFC.
A temporada foi anunciada oficialmente pelo UFC em Dezembro de 2013. Os treinadores foram definidos em Fevereiro de 2014, quando Gilbert Melendez re-assinou com o UFC e disse que poderia ser técnico do TUF contra o Campeão Peso Leve do UFC, Anthony Pettis. Isso criou injúria de críticos e fãs de MMA, já que o intervalo entre uma disputa de cinturão de Pettis e outra estava grande.
Essa temporada irá ao ar na Fox Sports 1.

## Elenco

### Treinadores
| Equipe Pettis - Anthony Pettis, Treinador Principal - Duke Roufus - Daniel Wanderley - Sergio Pettis - Scott Cushman | Equipe Melendez - Gilbert Melendez, Treinador Principal - Jake Shields - Anucha Chayaisen - Nate Diaz - Josh Berkovic |

### Lutadores
Onze lutadores foram inicialmente anunciadas para fazer parte do reality em Dezembro de 2013; no entanto, Claudia Gadelha, Juliana Lima, e Paige VanZant foram eventualmente removidas do elenco porque eram incapaz de bater o peso, não falar inglês, e ser muito jovem, respectivamente. Elas ganharam um contrato direto com o UFC apesar de suas remoções do The Ultimate Fighter. As seleções foram feitas em Abril de 2014 para achar mais oito participantes. As outras oito lutadoras foram anunciadas em 3 de Julho de 2014.
- Time Pettis:
  - Carla Esparza, Alex Chambers, Felice Herrig, Joanne Calderwood, Aisling Daly, Justine Kish, Randa Markos, Jessica Penne

- Time Melendez:
  - Bec Rawlings, Emily Kagan, Rose Namajunas, Tecia Torres, Heather Jo Clark, Lisa Ellis, Angela Hill, Angela Magana

## Participações Especiais
- Urijah Faber -  (Ex-campeão Peso Pena do World Extreme Cagefighting e atual lutador Peso Galo do UFC)
- Kron Gracie - (Campeão do Abu Dhabi Combat Club de 2013)
- Megan Rapinoe - (Meio campista da Seleção de Futebol Feminino dos Estados Unidos)
- Sydney Leroux - (Atacante da Seleção de Futebol Feminino dos Estados Unidos)
- Conor McGregor - (Lutador Peso Pena do UFC).

## Episódios
Episódio 1 (10 de setembro de 2014)
- Dana White adquiriu onze lutadoras do Invicta Fighting Championships, sendo oito delas competidoras do TUF e outras oito que estão na casa após passarem por uma seleção.
- Todas as lutadoras lutam para se tornar a primeira campeã da categoria na promoção.
- Ambos os treinadores dividiram as lutadoras em grupos de oito para analisarem uma a uma e formarem um ranking entre elas.
- As lutadoras foram divididas no ranking pelo UFC: Pettis venceu no cara ou coroa e resolveu escolher primeiro a lutadora, Melendez escolhe a primeira luta.
- Apenas metade das lutadoras foram escolhidas. Quando o treinador escolhia certa lutadora, a lutadora que fica do lado oposto do ranking vai para o outro treinador. (Exemplo: Se um treinador escolhe a lutadora de posição #4, o outro ficará com a lutadora de posição #13)
- Os treinadores fizeram suas escolhas:

| Treinador | #   | 1ª Pettis     | #   | 1ª Melendez  | #   | 2ª Pettis         | #   | 2ª Melendez    | #   | 3ª Pettis     | #   | 3ª Melendez      | #  | 4ª Pettis    | #   | 4ª Melendez   |
| --------- | --- | ------------- | --- | ------------ | --- | ----------------- | --- | -------------- | --- | ------------- | --- | ---------------- | -- | ------------ | --- | ------------- |
| Pettis    | #1  | Carla Esparza | #14 | Randa Markos | #2  | Joanne Calderwood | #10 | Alex Chambers  | #4  | Jessica Penne | #6  | Felice Herrig    | #9 | Justine Kish | #5  | Aisling Daly  |
| Melendez  | #16 | Angela Hill   | #3  | Tecia Torres | #15 | Emily Kagan       | #7  | Rose Namajunas | #13 | Lisa Ellis    | #11 | Heather Jo Clark | #8 | Bec Rawlings | #12 | Angela Magaña |

- A primeira luta é anunciada:  Randa Markos vs.  Tecia Torres.
- Dana explica que as duas melhores performances da casa ganharão 25 mil dólares cada uma (melhor nocaute e melhor finalização), além disso também será premiada a melhor luta da temporada com25 mil dólares para cada lutadora. A campeã, além de ser tornar a nova campeã Peso Palha do UFC, levará para casa uma Harley Davidson.
- Randa Markos derrotou Tecia Torres por decisão unânime dos juízes.
- A próxima luta é anunciada:  Joanne Calderwood vs.  Emily Kagan.

Episódio 2 (17 de setembro de 2014)
- Pettis e seus treinadores assistentes fazem uma visita à casa do TUF para comemorar a vitória de Markos. Herrig faz uma "pulseira da amizade" e dá para o irmão de Anthony Pettis, Sergio Pettis e as companheiras dela a provocam por dizer que ela tem uma "queda" por ele.
- A postura de Heather Clark está deixando suas companheiras nervosas pelo fato de ela se achar um "líder" do time. Nos treinamentos de grappling, ela e Namajunas batem a cabeça uma na outra o que obriga Heather a dar pontos e deixa Rose com o olho roxo.
- Felice convoca uma reunião com o Time Pettis e seus treinadores e diz que elas estão se sentindo sobrecarregadas com os treinos. Pettis garante que ele e sua equipe são apaixonados por treiná-las e têm seus melhores interesses no coração.
- Joanne Calderwood derrotou Emily Kagan por decisão majoritária após dois rounds.
- A próxima luta é anunciada:  Jessica Penne vs.  Lisa Ellis.

Episódio 3 (24 de setembro de 2014)
- Bec Rawlings recebe a notícia de Dana White que seu padrasto havia falecido. Angela Magana resolve unir a equipe e juntas fazerem uma oração por ela.
- Melendez e seu treinador assistente Jake Shields levam flores para Rawlings na casa do TUF para tentarem confortá-la.
- Heather Clark está muito triste pelo fato de sua equipe ingorá-la sempre.
- A equipe técnica de Melendez está preocupada com o fato de que Lisa Ellis demonstra muita falta de confiança com sua luta. Ellis não luta há dois, desde quando engravidou e teve que se afastar dos cages.
- Jessica Penne derrotou Lisa Ellis por finalização (mata-leão) no primeiro round.
- Dana White disse que nitidamente, Ellis "deu" o estrangulamento para Penne pois estava sem confiança e não estava preparada psicologicamente para a luta.
- A próxima luta é anunciada:  Carla Esparza vs.  Angela Hill.

Episódio 4 (1º de outubro de 2014)
- Urijah Faber substitui Pettis durante o treinamento após o treinador principal ter que se ausentar por um tempo por tratar e assuntos pessoais.
- Angela Hill participa de cenas cômicas na casa ao emitir "ataques de gases" perto das outras participantes.
- Justine Kish, que só lutou na divisão dos palhas uma vez antes, luta com seu peso e espera que seu time continua vencendo para ajudar a perder peso, dando-lhe mais tempo.
- Depois de Heather Jo Clark lesionar seu joelho durante os treinamentos, ela reclama que seus companheiros de equipe atacam o local lesionado, especialmente Angela Magaña tinha essas atitudes.
- Por não lutar há mais de um ano e meio, Carla está preocupada por estar um tanto "enferrujada" para enfrentar Angela.
- Carla Esparza derrotou Angela Hill por finalização (mata-leão) no primeiro round.
- A próxima luta é anunciada:  Felice Herrig vs.  Heather Clark.

Episódio 5 (22 de outubro de 2014)
- Gilbert Melendez convoca uma reunião com sua equipe após sua lutadoras reclamarem que Heather Clark não queria treinar com as outras lutadoras, apenas com os treinadores.
- Após lesionar um joelho durante um treinamento, Justine Kish recebe a notícia do médico que ela teve um lesão no ligamento cruzado anterior e terá que passar por um cirurgia reconstrutiva, sendo assim, impossibilitando-a de continuar na competição.
- Dana White dá a Tecia Torres (derrotada por Randa Markos na primeira luta) uma segunda chance na corrida pelo cinturão. Torres passa a integrar o Time Pettis para substituir a lesionada Justine Kish. Melendez não gostou da ideia pelo fato dela ter sido do seu time e pediu para que Rawlings (até então adversária de Kish) passasse para a segunda fase diretamente.
- A troca de times não agradou as lutadoras do Time Pettis pois elas achavam que pelo fato de Tecia ter sido derrotada, não merecia outra chance.
- Dois dias antes de sua luta, Felice Herrig sente a pressão de vencer, porque sua equipe é obtém quatro vitórias e nenhuma derrota e já que ninguém da equipe Melendez gosta de Clark, ela não quer deixar todo mundo para baixo.
- Felice Herrig derrotou Heather Clark por decisão unânime após dois rounds.
- Após a luta, Clark chamou Felice para um conversa e pediu desculpas por todas as conclusões precipitadas e julgamentos que ela fez sobre Herrig.
- A próxima luta é anunciada:  Aisling Daly vs.  Angela Magaña.

Episódio 6 (29 de outubro de 2014)
- Angela Magaña compartilha detalhes sobre sua infância difícil com Rose Namajunas, dizendo: "Eu nasci viciada em heroína, e tive que lutar para sobreviver minhas primeiras semanas de vida, pois meus pais eram viciados."
- Tecia Torres continua lutando para se dar bem com suas novas companheiras de equipe, no entanto algumas não enxergam tal problema em treinar com ela, incluindo Alex Chambers.
- Depois de deixar os treinamentos na noite anterior devido a exaustão pelo calor de Las Vegas, Aisling Daly deixa os treinamentos por ainda não estar acostumada com a temperatura, porém ela diz que isso não a afetará no dia da luta. Daly também menciona que foi recentemente diagnosticada com ansiedade e depressão. Dana White chama Aisling no seu escritório para dizer que ela terá todo o seu apoio no decorrer da competição.
- Na casa do TUF, as participantes assistem ao UFC Fight Night: McGregor vs. Brandão. Após finalizar Josh Sampo, Patrick Holohan dedica a vitória para Aisling, sua companheira de equipe na Irlanda.
- Magaña compartilhou mais sobre seu passado áspero, dizendo que antes de se tornar lutadora, ela tinha caído histórias de uma varanda do apartamento e quebrou sua coluna em dois lugares. Logo depois, após se recuperar de seu acidente, ela encontrou sua alma gêmea que morreu inesperadamente um dia após se noivarem. Então, Magaña entrou em um breve coma depois de um acidente que quase encerrou sua carreira de lutadora.
- Aisling Daly derrotou Angela Magaña por nocaute técnico no terceiro round.
- A próxima luta é anunciada:  Alex Chambers vs.  Rose Namajunas

Episódio 7 (5 de novembro de 2014)
- As consecutivas derrotas do time Melendez criou uma tensão com as mulheres o que fez com que o time se dividisse. Então, Angela Magaña e Bec Rawlings começar a falar por trás sobre Lisa Ellis pois ela e Heather Clark estão ficando juntos com as mulheres da Equipe Pettis, quem Rawlings chama de The Foreigners (As estrangeiras) na casa do TUF.
- As lutadoras do Time Melendez Namajunas, Hill, Magaña, Kagan e Rawlings formam um grupo entre elas e se autodenominam "The Scrapettes", pois nos primeiros dias elas dizem que foram treinadas por "pacotes de lixo". Equanto Clark, Ellis e Torres são chamadas de The Chumpettes.
- Melendez convida Kron Gracie para ajudar Rose com seu jiu-Jitsu. Após o treino, Rose sente a pressão de poder ser a primeira vitoriosa do time liderado por Gilber Melendez.
- Alex Chambers fala sobre sua vida na Austrália e como seus pais não aceitam o seu sonho no MMA, e diz que ela tem um fundo em astrofísica e engenharia. Enquanto isso, Rose compartilha seu segredo de como ela cresceu com a violência e abuso sexual, o que fez com que ela ganhasse o seu apelido de Thug (bandida), mas seu noivo, o ex-peso pesado do UFC, Pat Barry a ajudou a superar seus problemas do passado.
- Após obter seis vitórias e nenhuma derrota, as lutadoras do Time Pettis já começam a pensar que na próxima fase teriam que lutar umas com as outras. Sabendo disso, Carla evita treinar junto com as meninas de seu time.
- Os resultados da ressonância magnética de Hether Clark apontam que ela uma ruptura no ligamento cruzado anterior, o que provou que ela não estava fingindo a lesão. Após divulgarem o diagnóstico, Magaña vai até Clark e pede desculpas por não levar a sério quando ela dizia que sentia dores.
- Megan Rapinoe e Sydney Leroux, jogadoras da Seleção de Futebol Feminino dos Estados Unidos visitam as lutadoras e treinam chutes com elas.
- Rose Namajunas derrotou Alex Chambers por finalização (mata leão) no primeiro round.
- A próxima luta é anunciada:  Tecia Torres vs.  Bec Rawlings.

Episódio 8 (12 de novembro de 2014)
- The Scrapettes fizeram uma reunião para discutir como elas iriam expulsar The Chumpettes (Tecia Torres e Heather Clark) do quarto do Time Melendez. Elas resolveram que Lisa Ellis iria dizer isso a elas.
- Como estava no trabalho de corte de peso, Torres fica na defensiva quando Emily confronta sobre o movimento das meninas. Ela não quer passar por esse estresse desnecessário antes de sua luta e rejeita a proposta de deixar o quarto.
- As lutadoras vão para uma festa na piscina no Green Valley Ranch mas as garras das Scrapettes já começaram as ser mostradas com suas intrigas. Lisa Ellis disse que esse grupo "é um pequeno clã liderado por Angela Magaña e seu assédio moral e um bando de meninas inferiores."
- Torres se prepara para a sua segunda chance no torneio com sua nova equipe e Pettis acredita que se ele a estivesse com ele desde o início, estaria em uma posição melhor do que está atualmente.
- Tecia Torres derrotou Bec Rawlings por decisão unânime após dois rounds.
- Após o resultado, Nate Diaz e alguma das Scrapettes vaiaram Torres, atitude que foi reprovada pela lutadora do Time Pettis, Joanne Calderwood.
- As quartas de final estão definidas:

 #6 Felice Herrig vs.  #14 Randa Markos
 #5 Aisling Daly vs.  #4 Jessica Penne
 #1 Carla Esparza vs.  #3 Tecia Torres
 #7 Rose Namajunas vs.  #2 Joanne Calderwood
Episódio 9 (19 de novembro de 2014)
- O Time Pettis está muito feliz com o número de lutadoras que avançaram para a segunda fase e decidem comemorar com uma noite com bebidas. No entanto, Tecia não gosta da ideia e sente-se frustrada com a falta de companheirismo de suas colegas de equipe, decidindo então, mudar-se para outro quarto.
- Na sessão seguinte de treinamento da equipe Pettis, Anthony Pettis entra em conflito com a forma de dividir sua atenção entre sete lutadoras de sua equipe que participarão das quartas de final. Ele opta por retirar-se da situação e divide sua equipe de treinadores para que auxiliem suas lutadoras. Mas, a decisão Pettis não deixa a equipe satisfeita, e todos eles se reúnem para elaborar uma solução, e eles decidem se dividir em dois grupos, uma para treinar pela manhã e outro pela noite.
- Era a hora do Desafio dos Técnicos da temporada: Pettis e Gilbert Melendez ficam frente a frente em um tipo diferente de competição. Nesta edição, a disputa contaria com a presença do anunciante de octógono, Bruce Buffer e o treinador campeão ganharia 10.000 dólares e as lutadoras de sua equipe receberiam 1.500 dólares cada uma. O desafio constituía-se de um jogo de perguntas e respostas sobre o UFC e todos seus eventos e lutadores. Gilbert Melendez levou a melhor e saiu vencedor da disputa.
- Um desentendimento começa entre as lutadoras do Time Pettis que gostariam de treinar duas vezes ao dia e não só em um determinado período conforme havia sido acordado. Na manhã seguinte, Markos decide participar da sessão da manhã, para grande desgosto de Carla Esparza. Um confronto ocorre na van a caminho do ginásio, mas Markos se recusa a sair. Quando a van chega na academia do TUF, Esparza e Herrig levam a situação a atenção Pettis. Enquanto ele gostaria de ficar com o acordo inicial de sessões de treinamento divididos, ele diz que o MMA é um esporte individual, e ele não pode tomar qualquer decisão em nome Markos.
- Randa Markos derrotou Felice Herrig por finalização (chave de braço modificada) no primeiro round.
- Após a luta, Markos diz que talvez o resultado vai fechar a boca de Herrig o que levou ela a uma discussão com Esparza, com ambos os lutadores ameaçando um ao outro sobre uma possível luta futuro.

Episódio 10 (26 de novembro de 2014)
- Justine Kish acha que sua companheira de equipe e de quarto, Aisling Daly, não gosta dela e desabafa sua frustração com sua melhor amiga, Jessica Penne. Jessica diz não quer desperdiçar sua energia sobre o drama desnecessário.
- As lutadoras visitam uma concesisonária da Harley-Davidson para testar algumas motos e experimentarem as roupas na H-D Motorcycle Boot Camp.
- Daly fica surpresa com a visita do lutador peso pena e companheiro de equipe, Conor McGregor que estava em Las Vegas para fazer propaganda de sua luta contra Dustin Poirier no UFC 178.
- Jessica Penne derrotou Aisling Daly por decisão unânime dos juízes após três rounds.

Episódio 11 (03 de dezembro de 2014)
- Carla Esparza derrotou Tecia Torres por decisão majoritária dos juízes após dois rounds.
- Rose Namajunas derrotou Joanne Calderwood por finalização (kimura) no segundo round.
- As lutas das semifinais são anunciadas:

 #1 Carla Esparza vs.  #4 Jessica Penne
 #7 Rose Namajunas vs.  #14 Randa Markos
Episódio 12 (10 de dezembro de 2014)
- Carla Esparza derrotou Jessica Penne por decisão unânime após três rounds.
- Rose Namajunas derrotou Randa Markos por finalização (kimura) no primeiro round.

## Chave do Torneio
|  | Preliminares        | Preliminares        |                  |     | Quartas de final | Quartas de final |  |  | Semifinais | Semifinais |  |  | Finale | Finale |
|  |                     |                     |                  |     |                  |                  |  |  |            |            |  |  |        |        |
|  |                     |                     |                  |     |                  |                  |  |  |            |            |  |  |        |        |
|  |                     |                     |                  |     |                  |                  |  |  |            |            |  |  |        |        |
|  | 1 Carla Esparza     | FIN                 |                  |     |                  |                  |  |  |            |            |  |  |        |        |
|  | 1 Carla Esparza     | FIN                 |                  |     |                  |                  |  |  |            |            |  |  |        |        |
|  | 16 Angela Hill      | 1                   |                  |     |                  |                  |  |  |            |            |  |  |        |        |
|  | 16 Angela Hill      | 1                   | 1 Carla Esparza  | DM  |                  |                  |  |  |            |            |  |  |        |        |
|  |                     |                     | 1 Carla Esparza  | DM  |                  |                  |  |  |            |            |  |  |        |        |
|  |                     | 3 Tecia Torres      | 2                |     |                  |                  |  |  |            |            |  |  |        |        |
|  | 8 Bec Rawlings      | 3 Tecia Torres      | 2                | 2   |                  |                  |  |  |            |            |  |  |        |        |
|  | 8 Bec Rawlings      |                     |                  | 2   |                  |                  |  |  |            |            |  |  |        |        |
|  | 3 Tecia Torres*     | DU                  |                  |     |                  |                  |  |  |            |            |  |  |        |        |
|  | 3 Tecia Torres*     | DU                  | 1 Carla Esparza  | DU  |                  |                  |  |  |            |            |  |  |        |        |
|  |                     |                     | 1 Carla Esparza  | DU  |                  |                  |  |  |            |            |  |  |        |        |
|  |                     | 4 Jessica Penne     | 3                |     |                  |                  |  |  |            |            |  |  |        |        |
|  | 5 Aisling Daly      | 4 Jessica Penne     | 3                | TKO |                  |                  |  |  |            |            |  |  |        |        |
|  | 5 Aisling Daly      |                     |                  | TKO |                  |                  |  |  |            |            |  |  |        |        |
|  | 12 Angela Magana    | 3                   |                  |     |                  |                  |  |  |            |            |  |  |        |        |
|  | 12 Angela Magana    | 3                   | 5 Aisling Daly   | 3   |                  |                  |  |  |            |            |  |  |        |        |
|  |                     |                     | 5 Aisling Daly   | 3   |                  |                  |  |  |            |            |  |  |        |        |
|  |                     | 4 Jessica Penne     | DU               |     |                  |                  |  |  |            |            |  |  |        |        |
|  | 4 Jessica Penne     | 4 Jessica Penne     | DU               | FIN |                  |                  |  |  |            |            |  |  |        |        |
|  | 4 Jessica Penne     |                     |                  | FIN |                  |                  |  |  |            |            |  |  |        |        |
|  | 13 Lisa Ellis       | 1                   |                  |     |                  |                  |  |  |            |            |  |  |        |        |
|  | 13 Lisa Ellis       | 1                   | 1 Carla Esparza  | FIN |                  |                  |  |  |            |            |  |  |        |        |
|  |                     |                     | 1 Carla Esparza  | FIN |                  |                  |  |  |            |            |  |  |        |        |
|  |                     | 7 Rose Namajunas    | 3                |     |                  |                  |  |  |            |            |  |  |        |        |
|  | 6 Felice Herrig     | 7 Rose Namajunas    | 3                | DU  |                  |                  |  |  |            |            |  |  |        |        |
|  | 6 Felice Herrig     |                     |                  | DU  |                  |                  |  |  |            |            |  |  |        |        |
|  | 11 Heather Clark    | 2                   |                  |     |                  |                  |  |  |            |            |  |  |        |        |
|  | 11 Heather Clark    | 2                   | 6 Felice Herrig  | 1   |                  |                  |  |  |            |            |  |  |        |        |
|  |                     |                     | 6 Felice Herrig  | 1   |                  |                  |  |  |            |            |  |  |        |        |
|  |                     | 14 Randa Markos     | FIN              |     |                  |                  |  |  |            |            |  |  |        |        |
|  | 3 Tecia Torres      | 14 Randa Markos     | FIN              | 3   |                  |                  |  |  |            |            |  |  |        |        |
|  | 3 Tecia Torres      |                     |                  | 3   |                  |                  |  |  |            |            |  |  |        |        |
|  | 14 Randa Markos     | DU                  |                  |     |                  |                  |  |  |            |            |  |  |        |        |
|  | 14 Randa Markos     | DU                  | 14 Randa Markos  | 1   |                  |                  |  |  |            |            |  |  |        |        |
|  |                     |                     | 14 Randa Markos  | 1   |                  |                  |  |  |            |            |  |  |        |        |
|  |                     | 7 Rose Namajunas    | FIN              |     |                  |                  |  |  |            |            |  |  |        |        |
|  | 7 Rose Namajunas    | 7 Rose Namajunas    | FIN              | FIN |                  |                  |  |  |            |            |  |  |        |        |
|  | 7 Rose Namajunas    |                     |                  | FIN |                  |                  |  |  |            |            |  |  |        |        |
|  | 10 Alex Chambers    | 1                   |                  |     |                  |                  |  |  |            |            |  |  |        |        |
|  | 10 Alex Chambers    | 1                   | 7 Rose Namajunas | FIN |                  |                  |  |  |            |            |  |  |        |        |
|  |                     |                     | 7 Rose Namajunas | FIN |                  |                  |  |  |            |            |  |  |        |        |
|  |                     | 2 Joanne Calderwood | 2                |     |                  |                  |  |  |            |            |  |  |        |        |
|  | 2 Joanne Calderwood | 2 Joanne Calderwood | 2                | DM  |                  |                  |  |  |            |            |  |  |        |        |
|  | 2 Joanne Calderwood |                     |                  | DM  |                  |                  |  |  |            |            |  |  |        |        |
|  | 15 Emily Kagan      | 2                   |                  |     |                  |                  |  |  |            |            |  |  |        |        |
|  | 15 Emily Kagan      | 2                   |                  |     |                  |                  |  |  |            |            |  |  |        |        |

* Justine Kish foi obrigada a deixar o torneio devido a um rompimento no ligamento do joelho. Tecia Torres substituiu Kish
|        |  | Equipe Pettis       |
|        |  | Equipe Melendez     |
| DU     |  | Decisão Unânime     |
| DM     |  | Decisão Majoritária |
| DD     |  | Decisão Dividida    |
| FIN    |  | Finalização         |
| (T) KO |  | Nocaute (Técnico)   |

## The Ultimate Fighter 20 Finale
The Ultimate Fighter: A Champion Will Be Crowned (também conhecido como The Ultimate Fighter 20 Finale foi um evento de artes marciais mistas promovido pelo Ultimate Fighting Championship, ocorrido em 12 de dezembro de 2014 no Hard Rock Hotel and Casino em Las Vegas, Nevada.

### Background
O evento contou com a final do The Ultimate Fighter 20, coroou a primeira Campeã Peso-Palha Feminino do UFC.
A final do evento foi entre as lutadoras Carla Esparza vs Rose Namajunas.
Completando o card principal as semifinalistas Jessica Penne vs Randa Markos.

### Card Oficial
Nota 1 Pelo Cinturão Peso Palha Feminino do UFC.

## Bônus da Noite
- Luta da Noite:  Jessica Penne vs.  Randa Markos
- Performance da Noite:  Carla Esparza e  Yancy Medeiros

## Ligações Externas
1. ↑  Nota 1